# Fernand-E. Leblanc
Pour les articles homonymes, voir Leblanc.
Fernand-E. Leblanc (1er juillet 1917 - 8 janvier 1996) fut un comptable, député et sénateur fédéral du Québec.
Né à Montréal, Fernand Leblanc fut élu lors d'une élection partielle en 1964 dans la circonscription électorale de Laurier sous la bannière du Parti libéral du Canada. Réélu en 1965, 1968, 1972 et en 1974, il ne se représente pas en 1979. Il occupe les postes de secrétaire parlementaire du Ministre du Travail (1975-1976) et du secrétaire d'État aux Affaires extérieures (1976-1977).
Le premier ministre Pierre Elliott Trudeau le nomme représentant de la division sénatoriale de Saurel en 1979, poste qu'il occupa jusqu'en 1992.
Il est également conseiller municipal de la ville de Saint-Hippolyte, située dans les Laurentides au nord de Montréal. 